# إيفرتون كوريا دوس سانتوس
إيفرتون كوريا دوس سانتوس (26 يوليو 1990 في البرازيل – )؛ هو لاعب كرة قدم كان يلعب كمدافع.